# Cylindroiulus latzeli
Cylindroiulus latzeli är en mångfotingart som först beskrevs av Berlese 1884.  Cylindroiulus latzeli ingår i släktet Cylindroiulus och familjen kejsardubbelfotingar. Inga underarter finns listade i Catalogue of Life.